# Lepilemur grewcockorum
Lepilemur grewcockorum är en primat i släktet vesslemakier som förekommer på nordvästra Madagaskar.
Ett exemplar hade en kroppslängd (huvud och bål) av 304 mm och en svanslängd av 285 mm. Vikten för två individer dokumenterades med 780 respektive 940 g. Ovansidan är huvudsakligen täckt av grå päls, ibland med inslag av brun. Lepilemur grewcockorum har en mörk längsgående strimma på huvudets topp som kan fortsätta på ryggen. Kring nosen förekommer rosa nyanser i pälsen. Undersidans päls är ljusare grå och svansen är enhetlig grå vad som skiljer arten från Lepilemur edwardsi. Svansen är allmänt längre och smalare än hos Lepilemur otto.
Utbredningsområdet är en liten kullig region i distriktet Antsohihy. Arten lever där mellan 175 och 360 meter över havet. Individerna vistas i täta ursprungliga skogar.
Lepilemur grewcockorum är nattaktiv och klättrar i träd samt hoppar. Den har främst blad som föda och sover i trädens håligheter.
Arten hotas av skogsröjningar när jordbruks- och betesmark etableras. Flera exemplar faller offer för jakt. Utbredningsområdet uppskattas vara 143 km² stort. IUCN listar arten som akut hotad (CR).